# Жозе Толентіно Мендонса
Жозе Толентіно Мендонса (порт. José Tolentino Calaça Mendonça; нар. 15 грудня 1965, Машіку, Португалія) — португальський куріальний прелат, поет, богослов. Титулярний архієпископ Суави з 26 червня 2018. Архівіст Ватиканського апостольського архіву та бібліотекар Святої Римської Церкви у 2018—2022 роках. Кардинал-диякон з титулом церкви Санті-Доменіко-е-Сісто з 5 жовтня 2019. З 26 вересня 2022 року префект Дикастерії культури і освіти.

## Життєпис
Народився на острові Мадейра. Здобув ліценціат з богослов'я в Католицькому університеті Португалії (1989). Прийняв священиче рукоположення 28 липня 1990 року. Продовжив богословські студії в Римі, де в Папському Біблійному Інституті здобув ліценціат з біблійних наук (1992). У 2004 році здобув докторат з біблійного богослов'я в Католицькому університеті Португалії в Лісабоні.
Ректор Папської португальської колегії в Римі. У 2011 був призначений канцлером Папської ради з культури у Ватикані. Викладав в католицьких університетах Пернамбуку і Ріо-де-Жанейро, на філософсько-богословському факультеті в Белу-Оризонті (Бразилія). У 2011—2012 роках викладав у Нью-Йоркському університеті.
26 червня 2018 року папа Франциск призначив о. Жозе Толентіно Мендонсу архівістом Ватиканського секретного архіву (від 22 жовтня 2019 року — Ватиканський апостольський архів) та бібліотекарем Святої Римської Церкви (початок діяльності на новій посаді з 1 вересня 2018). Одночасно призначений титулярним архієпископом Суави (персональний титул). Єпископську хіротонію отримав 28 липня 2018 року з рук кардинала Мануеля Клементе.

## Кардинал
1 вересня 2019 года Папа Франциск, під час читання Angelus повідомив про піднесення до кардинальської гідності 13 прелатів, серед них монсеньйор Жозе Толентіно Мендонса.
26 вересня 2022 року Папа Франциск призначив кардинала Жозе Толентіно Мендонсу префектом Дикастерії культури і освіти.

## Творчість
Переклав Пісню Пісень і Книгу Рут.

### Поетичні збірки
- Os Dias Contados/ Пораховані дні (1990)
- Longe não sabia (1997)
- A que distância deixaste o coração (1998)
- Baldios (1999)
- De Igual para Igual (2000)
- A Estrada Branca (2005)
- A Noite abre os meus Olhos/ Ніч відкриває мені очі (2006)
- O Viajante sem Sono (2009)
- O Tesouro Escondido/ Таємний скарб (2011)
- Pai-Nosso que estais na terra (2011)
- Estação Central (2012)

### Театр
- Perdoar Helena (2005)

### Есе
- As estratégias do desejo: um discurso bíblico sobre a sexualidade (1994; 2-е вид. 2003)
- A construção de Jesus: uma leitura narrativa de LC 7,36-50 (2004)
- A leitura infinita. Bíblia e Interpretação (2008)
- O hipopótamo de deus e outros textos: cristianismo e cultura (2010)

## Визнання
Премія ПЕН-клубу Португалії (2004), літературна премія Фонду Інес де Кастро (2009) та ін. Поезія перекладена англійською, іспанською, італійською мовами.

## Нагороди
- Командор ордена інфанта Енріке (28 червня 2001)
- Командор ордена Сантьяго да Еспада (4 грудня 2015)